# Neodon
Neodon is een geslacht van zoogdieren uit de onderfamilie van de woelmuizen (Arvicolinae). De wetenschappelijke naam van het geslacht werd in 1851 gepubliceerd door Thomas Horsfield. 

## Soorten
Er worden 20 soorten in dit geslacht geplaatst:
- Neodon bershulaensis Liu S.Y., Zhou C.R., Liu Y. & Liu S.L., 2022
- Neodon bomiensis Liu S.Y., Zhou C.R., Meng G.L. & Liu S.L., 2022
- Neodon chayuensis Liu S.Y., Zhou C.R., Liu Y., Tang M.K. & Liu S.L., 2022
- Neodon clarkei (Hinton, 1923)
- Neodon forresti Hinton, 1923
- Neodon fuscus (Büchner, 1890)
- Neodon irene (O. Thomas, 1911)
- Neodon konggordous Wang Xuming & Liu Shaoying, 2025
- Neodon kulakangria Wang Xuming & Liu Shaoying, 2025
- Neodon leucurus (E. Blyth, 1862)
- Neodon lhozhagensis Wang et al., 2024
- Neodon liaoruii Liu S.Y., Zhou C.R., Meng G.L. & Liu S.L., 2022
- Neodon linzhiensis Liu S.Y. et al., 2012
- Neodon medogensis Liu S.Y. et al., 2016
- Neodon minor Wang Xuming & Liu Shaoying, 2025
- Neodon namchabarwaensis Liu S.Y., Zhou C.R., Murphy W.R. & Liu S.L., 2022
- Neodon nepalensis Pradhan et al., 2019
- Neodon nyalamensis Liu S.Y. et al., 2016
- Neodon shergylaensis Liu S.Y., Zhou C.R., Murphy W.R. & Liu S.L., 2022
- Neodon sikimensis Horsfield, 1851